# 존 하사니

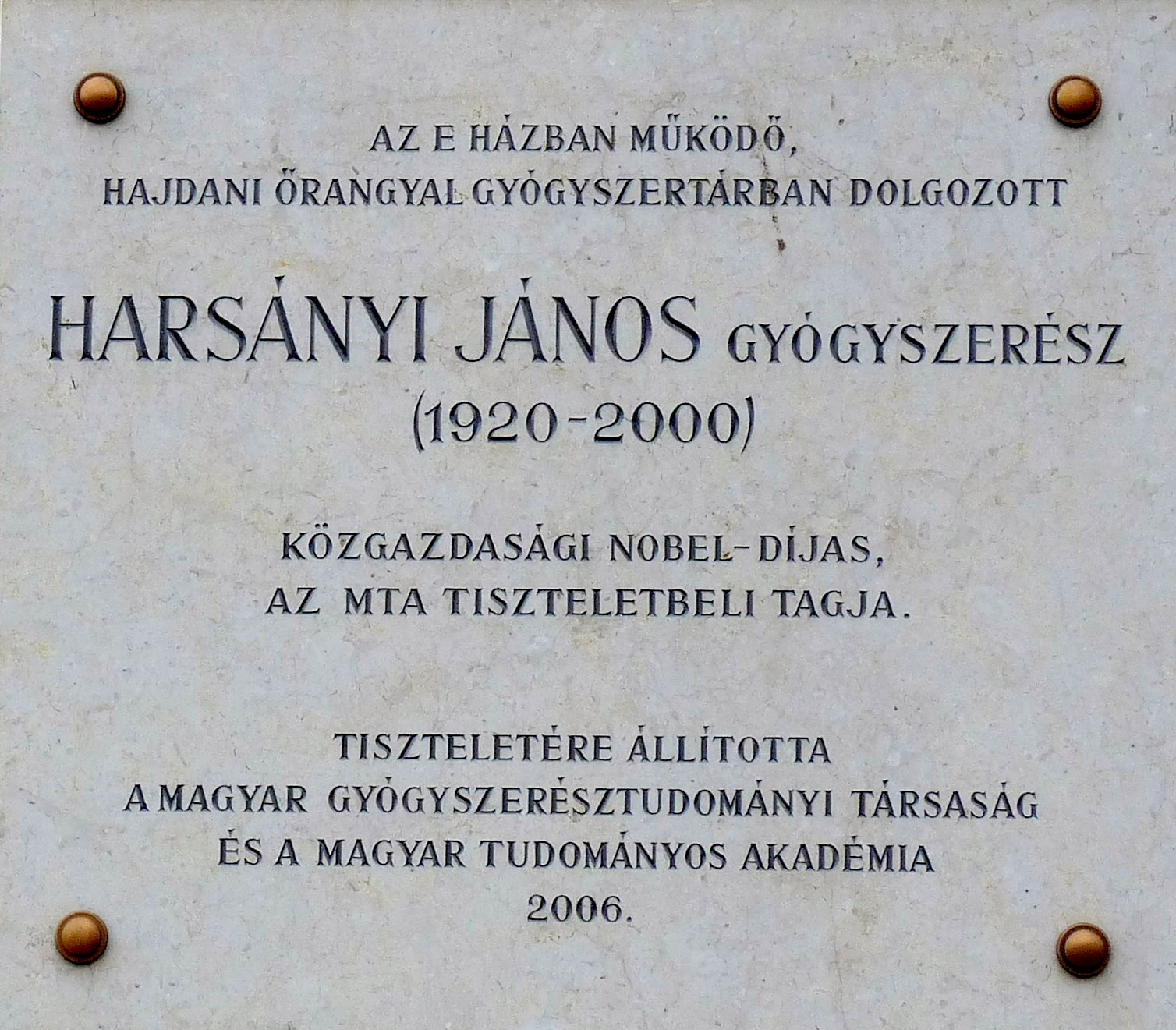
존 하시니 명판

존 찰스 하사니(John Charles Harsanyi, 1920년 5월 29일 ~ 2000년 8월 9일)는 헝가리의 노벨경제학상 수상자이다. 그는 1956년에 미국으로 이주하여 대부분의 삶을 그곳에서 보냈다.
그는 게임 이론 연구 및 경제학에 대한 적용, 특히 소위 베이지안 게임 (Bayesian games)이라고 하는 불완전한 정보 게임에 대한 매우 혁신적인 분석을 개발한 것으로 가장 잘 알려져 있다. 그는 또한 정치 및 도덕 철학(특히 공리주의 윤리)에서 게임 이론과 경제 추론을 사용하는 데 중요한 공헌을 했으며 균형 선택 연구에도 기여했다.
하사니는 1920년 5월 29일 헝가리 부다페스트에서 태어났다. 그의 부모는 그가 태어나기 1년 전에 유대교에서 가톨릭으로 개종했다. 그는 부다페스트의 루터교 김나지움에서 고등학교를 다녔다.
수학과 철학을 공부하고 싶었지만 그의 아버지는 1939년 그를 프랑스로 보냈고, 결국 리옹 대학교에서 화학공학을 전공했다.
1944년 그는 강제로 동부전선의 강제노동부대에 입대하게 되었다. 7개월 간의 강제 노동 끝에 독일 당국이 그의 부대를 오스트리아의 강제 수용소로 추방하기로 결정했을 때 탈출하여 예수회 집에서 남은 전쟁 기간 동안 피난처를 찾았다.
전쟁이 끝난 후 철학과 사회학 대학원 연구를 위해 부다페스트 대학으로 돌아와 1947년 두 과목에서 박사 학위를 받았다. 그 후 독실한 가톨릭 신자였던 그는 동시에 신학을 공부했고 도미니카 수도회의 평신도에 합류했다. 그는 나중에 가톨릭을 버리고 평생을 무신론자가 되었다.
캔버라에 있는 호주 국립 대학교에서 연구원으로 잠시 일한 후 하사니는 호주에서 게임 이론에 대한 관심 부족에 좌절했다. 케네스 애로와 제임스 토빈의 도움으로 그는 미국으로 건너갈 수 있었고 1961년에서 1963년 사이에 디트로이트에 있는 웨인 주립 대학교에서 경제학 교수로 재직했다. 1964년에 그는 캘리포니아 버클리로 이사했다. 그는 1990년에 은퇴할 때까지 캘리포니아 대학교 버클리에 있었다.